# حمام ملابابا
حمام ملا بابا مربوط به دوره قاجار است و در کازرون، خیابان قدمگاه، ضلع شرقی واقع شده و این اثر در تاریخ ۲۵ اسفند ۱۳۷۹ با شمارهٔ ثبت ۳۲۸۴ به‌عنوان یکی از آثار ملی ایران به ثبت رسیده‌است.